# 横尾将臣
横尾 将臣（よこお まさとみ、1969年-）は、日本の実業家。メモリーズ株式会社代表取締役。日本における遺品整理の第一人者として、大学の臨時講師を務めるほか、団体、企業、自治体などで講演活動を行っている。また、毎日放送・TBS共同制作のテレビドラマ『遺品整理人 谷崎藍子』の監修を務めたほか、NHK『プロフェッショナル 仕事の流儀』（2018年7月23日放送）では、横尾の遺品整理の現場の様子が取材・放映された。

## 人物・経歴
1969年3月12日、香川県に生まれ、大阪育ち。少年時代の夢は、「レスキュー隊になって人の命を救うこと」であった。ラガーマン、サックス奏者の経歴を持つ。幼少時より音楽の才能に恵まれ、一度聴いただけで曲が弾けるほどであったことから、音楽教師の勧めで小学生の頃よりサックスを吹く。1987年、大阪府立羽曳野高等学校時代にはラグビーで大阪選抜に選ばれる。卒業後、ラグビーで本田技研に入社。1年後に退職、上京しKENTO'S GROUPに入社。サックス奏者としての活動を始める。母親の看病のため、大阪へ戻るとリゾート会員権販売会社へ就職し、初めてサラリーマンを経験。

### 「メモリーズ」設立
「遺品整理」に興味を抱いたきっかけは、33歳の時の祖母の入浴中の孤独死だった。遺品の整理をしていた母が、あまりの大変さに片付け中に体調を崩したのを見て、遺族の負担と心情に思い至り、仕事として代わりに遺品を整理することで遺族の力になり社会貢献にもつながるのではと思った。日本で最初に遺品整理業を手掛けた会社「キーパーズ」に入社、ノウハウを学ぶ。想像していたのとは全く違うすさまじい現場であった。ラグビーで鍛えた体も心もボロボロになったという。しかし、凄惨な現場での作業後に故人の娘から泣いて感謝されたことや、ほとんどの遺族からは喜んでもらえたことがモチベーションとなり、続けることができた。しかし、既存の業者の多くが「遺品整理」と称しながら、故人の思い出の詰まった遺品を不用品のごみとして処分するのは、遺品整理とは言えず単なる不用品処分ではないかと疑問を感じ、2年後の2008年に独立。遺品整理専門会社「メモリーズ」（堺市堺区）を設立。仕事を通じ社会に貢献したいとの思いもあり、不要な遺品は買収し、リサイクルで施設や海外ボランティアへの寄付に充当した。それにより処分代を大幅に削減し、料金を安くするなどの工夫をした。日本全国で1万社以上存在するといわれる遺品整理業者の中でも、メモリーズは受注件数・成約率でトップクラスで、月に150件近い依頼があり、その数は10年前に比較し約15倍に増えているという。また、当初は遺品整理が主体であった依頼が、2010年代に入って以降は生前整理が半数を占めるようになった。
メモリーズの社員は20-30代を中心に15名の男女で構成され、2018年には新卒も採用している。横尾が立ち会った現場はすでに15,000件（特殊清掃は1,800件）を超えており（2023年3月現在）、メモリーズとしては累計16,000件を扱っている。孤独死の現場からは貴重品や大金が出てくることも多く、横尾は「もし現場から出てきた現金を会社の利益にできたら、自社ビルが建っていた」と言い、業者選びの重要性を強調している。「まずは家のものを会社の倉庫に運び出し、一気に部屋をきれいにしましょう」「買取金額は後ほど連絡」という業者は絶対に避けるべきと警鐘を鳴らす。
メモリーズの2021年11月から2022年10月までの売上げは、5億900万円で内、家財整理は3億9000万円で全体の76％、家財整理で出た不用品の売上げは1億1600万円に上る。家財整理1件当たりの費用は2022年度では平均22－23万円である。死後10日から1ヶ月経過後に臭いで近隣住民からの通報で発見されるケースが多い。空き家整理は2011年頃から開始し、年々増加傾向にある。

### 孤独死・セルフネグレクト問題
横尾は孤独死の現場を数多く手掛けるうちに、「孤独死のほとんどは、亡くならなくてもいい人が亡くなっている」と感じるようになり、心身ともに苦痛を抱えて追い込まれながら生きている人が眼前にいても、近隣でそのSOSを察知するコミュニティがないことに危機感を感じるようになる。横尾によれば、孤独死や「ゴミ屋敷」で暮らしていた多くの人は、程度の差こそあれ自分自身の生活や行動を管理できない状態に陥った「セルフネグレクト（自己放任）」である点で共通しているが、その8割はSOSを察知することで未然に防げたはずという。横尾は、家で孤独死してもいいと思うが孤立はだめ。『見つけてあげる』という支え方が必要と発言している。2020年には「孤独死させない」ではなく「孤立させない」高齢者が地域の人と交流できる工夫など地域包括システムが必要と訴えている。
また、孤独死を防止したり長生きさるためには、介護や福祉に関わり、高齢者が健全な生活を続けるために住環境を整える「福祉整理」が必要であることに気付き、生活が荒れ始めた段階で誰かが手を差し伸べることで救えた命があったはずと「福祉整理」の重要性を各地で講演するようになった。「福祉整理」は、施設入居や入院に伴う家財整理・撤去、自宅介護のための不用品整理、認知症の人の住環境整理、自分で片付けができない人のための定期的なハウスクリーニングなどを言い、高齢化社会の中で確実に需要を拡大しつつあるという。整理の順序や方法に関して、横尾は親が過ごす部屋から取り組みたくなるが、本人が不自由さを感じていなければ抵抗されやすい。使っていない部屋から始め、空いた場所に動線や生活スペースにあるものを移し、残す方法を提案することで理解を得やすい。捨てるかどうかの基準は「迷ったら残す」が基本だが、今必要かどうかが重要で、まだ使えるかどうかで判断すべきではないとしている。「福祉整理」は死ぬことを前提とした「生前整理」とは異なり、高齢者や諸々の事情で社会から隔絶された人を孤立させず、健全な生活を取り戻すための取り組みで、その一環として、地域コミュニティーづくりなどを通じて、孤独死を早く発見しようという「七十二時間プロジェクト」を推進。2023年7月には、自分もいずれは死を迎える存在だという死生観を持ち、今生きていること、家族、友人、地域社会との繋がりが当たり前ではないことに気付き、感謝してほしいと発言している。
著書の中で横尾は「葬儀は肉体的な別れ、遺品整理は精神的な別れ」と発言している。
2020年には、「住み慣れた部屋でコロッと死ねる孤独死は理想的な死に方だ」「一人暮らしが多数を占める社会で、部屋で亡くなっただけで“孤独死”だとか”事故物件”だとか表現するマインドがおかしい。人が家で死んで悪いことはない。悪いのは発見が遅れることであり、周囲の責任である」「72時間以内に発見されれば、孤立していなかったのであり『幸独死』だ」と発言し、72時間以内に発見できる地域を目指す『72時時間プロジェクト』を広めるため、全国で講演している。また、同年にはメモリーズは「くらしの友」傘下に入り、葬儀から整理までを完結できるモデルとなった。
2022年8月には、賃貸住宅と孤独死について言及し、横尾自身の経験から、本人が異常があった場合にボタンを押すような見守りサービスは効果が低い傾向があり、オンオフの頻度を感知して異常を知らせる電球などが、安価でも効果があった。また、孤独死の後が凄惨な場となるのは、生きている人間の責任であり、亡くなった後の「特殊清掃」よりも、住環境を改善したり施設に転居するための「福祉整理」が必要と感じている、などと語った。原状回復のための技術開発を進めてきた横尾だが、最近では建材メーカーとの協力で、物件のダメージを軽減する新素材の開発にも注力している。

## 特殊清掃
横尾は2023年3月現在ですでに1,800件を超える特殊清掃を行っているが、人体から出た体液や脂を洗浄するには、まず強アルカリ性の洗剤を使う。他にセスキ炭酸ソーダ、クエン酸も併用。機材では業務用のオゾン発生器を使用。特殊清掃における消臭作業の割合は、基本的に洗浄が7割、その後の処理が3割で、この3割が難しいという。洗浄後もどこかに臭いが残る場合が多いが、発生個所を見つけ出すのに経験とノウハウが必要であり、特に玄関のドアの裏の塗装やふすまの敷居などが多いという。体液がコンクリート部分にまでしみ込んでいる場合には、壁を削ったのちコーティング処理をする。横尾によれば、こうした観点からは、高齢者向け住宅にはフローリングよりもクッションフロアが向いているという。

## エピソード
アンティーク好きだった人が住んでいた豪邸の遺品整理の際には、亡くなった主が長年道楽で収集した数々の遺品がオークションで売却され、合計金額が204万5000円にもなったことがあり、作業代金と手数料を差し引いて97万円が依頼者の手に渡ったことがあった。中にはスタッフ7人がかりで搬出しなければならない巨大な船の置物も含まれていた。この際の様子はYouTubeでも配信された。

## 略歴
- 1969年 - 3月12日、香川県生まれ。
- 1987年 - 大阪府立羽曳野高等学校卒業後、ラグビーで本田技研に入社[6]。
- 1990年 - 上京しサックス奏者として活動を始める[6]。
- 2008年 - 11月7日、大阪府堺市堺区に遺品整理専門会社「メモリーズ」を設立。遺品整理、特殊清掃、福祉整理、空き家整理などを行う[1][6]。
- 2009年 - 12月4日、「福祉整理」で商標登録を取得[27][1][18]
- 2010年 - 8月6日、「福祉処理」で商標登録を取得[27][1]。
- 2016年
  - 1月30日、島本町（大阪府）で講演会。テーマは「遺品整理の現場から～一人で死ぬということ～」[28]。
  - 5月2日、「福祉整理コーディネーター」で商標登録を取得[27][1]
  - メモリーズを取材した読売新聞の特集記事「老い 2016 - 孤立と闘う”ゴミ屋敷生死の狭間”」が、第24回坂田記念ジャーナリズム賞受賞[29][30]。
- 2017年 - 1月13日、「空き家整理」で商標登録を取得[27][1]
- 2018年
  - 7月23日、NHK『プロフェッショナル 仕事の流儀』に出演[4]。
- 2019年
  - 3月、ロシアの「NOVOSTI-TV」放送局が制作した、短編ドキュメンタリー映画「孤独死」に出演。同作品は2020年のニューヨークフェスティバル「Human Concernsカテゴリー」で金賞を受賞した[31]。
  - 6月1日、消臭専門の会社「消臭プロ」（大阪市）を設立。一般家庭、不動産会社、不動産オーナー向けに特化したサービスを関西一円で始める[32][33][8]。　
  - 8月1日、『老いる前の整理はじめます!』(共著、NPO法人コンシューマーズ京都)発刊。第5章「横尾将臣（メモリーズ㈱）の現場からのレポート」を執筆[34]。
  - 8月30日、同志社寒梅館で行われた認知症フレンドリージャパン・イニシアチブ・DFJS2019プレ・イベント「ゴミ屋敷とセルフ・ネグレクトから〜地域で支えるネットワークを考える〜」で講師を務める[20]。
- 2020年 - 10月1日、メモリーズ東京支社・横浜支社を開業[2]。
- 2022年 - 6月9日、NHK『所さん!事件ですよ』に出演（テーマ「どうする!?現役世代の孤独死」）[35][36]。
- 2024年 - 4月23日『Live News イット!』（FNN）にて「遺品整理の現場」として特集番組が組まれる[37]。

## 著書
- 『遺品整理から見える高齢者社会の真実』（2016年2月15日、ギャラクシーブックス）ISBN 4865700544 ISBN 978-4865700541
- 『老いる前の整理はじめます!』(西山尚幸、川口啓子、奥谷和隆、横尾将臣共著、NPO法人コンシューマーズ京都、クリエイツかもがわ) ISBN 978-4863422636 C0036
- 『「死」を考える』（第5章 身近な人を葬る――死の考現学、2024年5月24日、『エース』編集室・編）ISBN 978-4797674477

## 講師
- LIFULLの主宰する「空き家の課題解決応用講座」の講師を務める[38]。

## メディア

### テレビ

#### 出演
- 2009年7月19日『怪談グランプリ2009』（関西テレビ）[39]
- 2012年11月1日『VOICE』[40]
- 2018年7月23日『プロフェッショナル 仕事の流儀』～遺品と心を、整理する（NHK）[4]
- 2019年12月14日『大阪密着24時4』壮絶 孤独死の現場(テレビ大阪)[41][42]
- 2020年9月19日『大阪密着24時5』壮絶 孤独死の現場(テレビ大阪)[43][44]
- 2022年4月6日『Live News イット!』（FNN）[45]
- 2022年6月9日『所さん!事件ですよ』（NHK）
- 2023年6月7日『超絶限界』スペシャル（フジテレビ）[46]
- 2024年4月23日『Live News イット!』（FNN）「遺品整理の現場」[37]

#### 監修
- 2010年5月24日 - 2015年7月27日『遺品整理人 谷崎藍子』（1-5作、毎日放送・TBS共同制作）
- 2018年12月8日 - 日曜ビッグバラエティ『どうしてこうなった!?ドン底人生からの救出SP』（テレビ東京系）の「人情のゴミ屋敷救済人」のモデルとなる[47][48]。

### YouTube
- 2022年2月15日『壁一面に男性のペ○ス・人の足を発見…遺品整理人のプロが目を伏せた現場』（家田荘子チャンネル【ダークサイド探求バラエティ】）

### 海外
- 2022年2月17日 - ABC（foreign correspondent）Flying Solo - 「日本の孤独の危機」というテーマで横尾が取材を受けたもの。